# Schleithal
Schleithal je občina v departmaju Bas-Rhin francoske regije Alzacija.
Leta 2011 je v občini živelo 1.449 oseb oz. 159 oseb/km².